# ابن جبیر
ابن جبیر (۱ سپتامبر ۱۱۴۵ – ۲۹ نوامبر ۱۲۱۷) جغرافی‌دان، جهانگرد، شاعر اهل اندلس بود. 
سفرنامه او مراحل سفرش از سبته اندلس  به مکه برای حج را شرح میدهد که بین سالهای ۱۱۸۳ تا ۱۱۸۵ صورت میپذیرد. اهمیت این سفرنامه بدلیل وقوع آن بالافاصله قبل از جنگهای صلیبی سوم و همزمانی او با صلاح الدین ایوبی و گذشتن از مناطق تحت حاکمیت او و نیز گذشتن از جزیزه سیسیل تحت حاکمیت ویلیام دوم میباشد. 

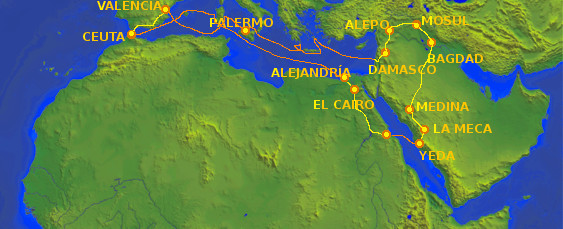
مسیر اولین سفر ابن جبیر

این سفرنامه بنام «رحله»  مشهور است.